# Carmen Castán
Carmen Castán Saura (n. Gabás, Ribagorza, Huesca, España, 1954) es una escritora y maestra de idioma aragonés, miembro del Consejo del Habla Aragonesa (Consello d'a Fabla Aragonesa). 
Licenciada en filología hispánica por la Universidad de Zaragoza, ha escrito varios artículos, como Una experiencia didáctica: la enseñanza del patués para adultos. Breve recorrido por el patués escrito (1996), Siete cuentos benasqueses: un mundo mágico y ancestral (1998) y Chen que charra l'aragonés benasqués en Benás en 1997 (1998).
Como escritora en prosa, Castán es autora de las novelas La descordada bida de Sinforosa Sastre y Cuan l'odio esbatega pe'l aire, por las cuales obtuvo sendos Premios Arnal Cavero en 1997 y 2003. Además, ha escrito otras obras literarias cortas como L'aigua roya, La uló de la eschelagra, El sielo ye coma la musica (Premio Bila de Benás en 2000) y El sueño de las tres llunas, La coba interior y El espiello, estas últimas tres Premio Lo Grau en 1989, 1990 y en 1997.
En sus historias trata de preservar el idioma de la zona y las historias tradicionales locales, así como las antiguas costumbres de los lugareños. En sus escritos se pueden destacar un estilo barroco, con descripciones exacerbadas; la fatalidad inevitable, quizá similar al modo de las tragedias griegas; la mezcla de la realidad y la fantasía, de manera similar al realismo mágico; y la presencia constante de referencias etnográficas; dichas características conjugan la técnica literaria con la tradición y las leyendas de la zona.
Fue galardonada con el I Premio El Chulet del Patués, otorgado por el Ayuntamiento de Benasque por la difusión y defensa del habla propia del valle de Benasque ("Chulet" significa guardián). Asimismo, recibió el Premio Aragón Identidad 2014 por parte de la Fundación Aragonesista 29 de Junio.